# Attaque du parc national du W
Guerre du Sahel
Batailles
- Point triple
- Parc national du W

L'attaque du parc national du W se déroule le 17 avril 2025 lors de la guerre du Sahel. Elle est menée par le Groupe de soutien à l'islam et aux musulmans, qui assaillent deux positions de l'armée béninoise dans le parc national du W.

## Prélude
En décembre 2021, le Bénin subit ses premières attaques djihadistes, près de la frontière avec le Burkina Faso. En janvier 2022, les Forces armées béninoises déploient près de 3 000 soldats pour sécuriser la frontière dans le cadre de l'opération Mirador, puis recrute 5 000 hommes supplémentaires pour renforcer la sécurité dans le Nord.

## Déroulement
Le 17 avril, des djihadistes attaquent deux positions des Forces armées béninoises dans le parc national du W : l'une près des chutes de Koudou, l'autre au niveau du « Point triple », nom donné à la zone frontalière entre le Bénin, le Niger et le Burkina Faso,. Les assaillants arrivent à motos et en grand nombre selon RFI,.

## Pertes
Le 18 avril, l'AFP rapporte que selon deux sources militaires anonymes, le bilan est de huit morts et treize blessés pour les forces armées béninoises, contre onze tués du côté des djihadistes. 
Quelques jours plus tard, le Groupe de soutien à l'islam et aux musulmans (GSIM) revendique l'attaque, ainsi que la mort de 70 militaires.
Cependant, le 23 avril, le porte-parole du gouvernement, Wilfried Léandre Houngbédji, annonce que 54 militaires ont été tués dans l'attaque : « Même si ça ne fait pas les 70 et plus que les gens ont annoncé, c’est beaucoup… Les soldats qui sont tombés, ce sont nos enfants, ce sont nos parents, ce sont nos amis ». RFI rapporte que ce bilan est confirmé et considéré comme « presque définitif » par une source militaire. Celle-ci ajoute également que les nombre des blessés et des assaillants tués aurait été revu à la hausse, mais sans donner de nombre exact. Il s'agit alors de l'attaque la plus meurtrière commise par les djihadistes au Bénin.
Le gouvernement béninois déclare également regretter une coopération défaillante avec les gouvernements du Burkina Faso et du Niger,.

## Vidéographie
- [vidéo] Les attaques jihadistes s’accentuent au Burkina Faso et débordent au Bénin, France 24, 6 mai 2025.